# Шентала
Шентала́ (чув. Шунтал, эрз. Шентала веле) — железнодорожная станция (населённый пункт), административный центр Шенталинского района Самарской области.

## География
Расположено в 164 км (от Центрального автовокзала в Самаре до автовокзала в Шентале) на северо-востоке от Самары или в 188 км — по автодороге.
В районе имеются ещё два села с близким названием: Старая Шентала и Новая Шентала.
В Шенталинском районе много красивых и интересных мест для отдыха, например, Ермоловское озеро.

## История
Село основано как железнодорожная станция «Шентала» в 1911 году в связи со строительством  Волго-Бугульминской железной дороги.
Первые переселенцы, согласно архивным документам, появились здесь в 1911 году, когда появилась дорога на Бугульму. Станцию назвали «Шентала» по близлежащему селу  Старая Шентала. С началом движения поездов здесь была организована бригада лесорубов, которые обеспечивали дровами проходящие через станцию паровозы. Первой появилась улица Вокзальная. Напротив нынешнего универмага было построено несколько домов для работников железной дороги.
В 1923 году здесь была открыта начальная школа. В начале 1935 года Шентала стала районным центром. 27 февраля 1965 года был издан указ об отводе земельного участка под строительство кинотеатра на 400 мест в райцентре Шентала. Кинотеатр был открыт 20 января 1969 года.

## Население
| 1959 | 1970  | 1979  | 1989  | 2002  | 2010  | 2021  |
| ---- | ----- | ----- | ----- | ----- | ----- | ----- |
| 6201 | ↗6404 | ↗6784 | ↘6181 | ↗6646 | ↘6613 | ↘5663 |

## Инфраструктура
- Маслодельный завод (не эксплуатируется в данный момент),
- Хлебозавод,
- Лесозавод,
- Асфальтобитумный завод, не эксплуатируется

- Заводы по производству стройматериалов,

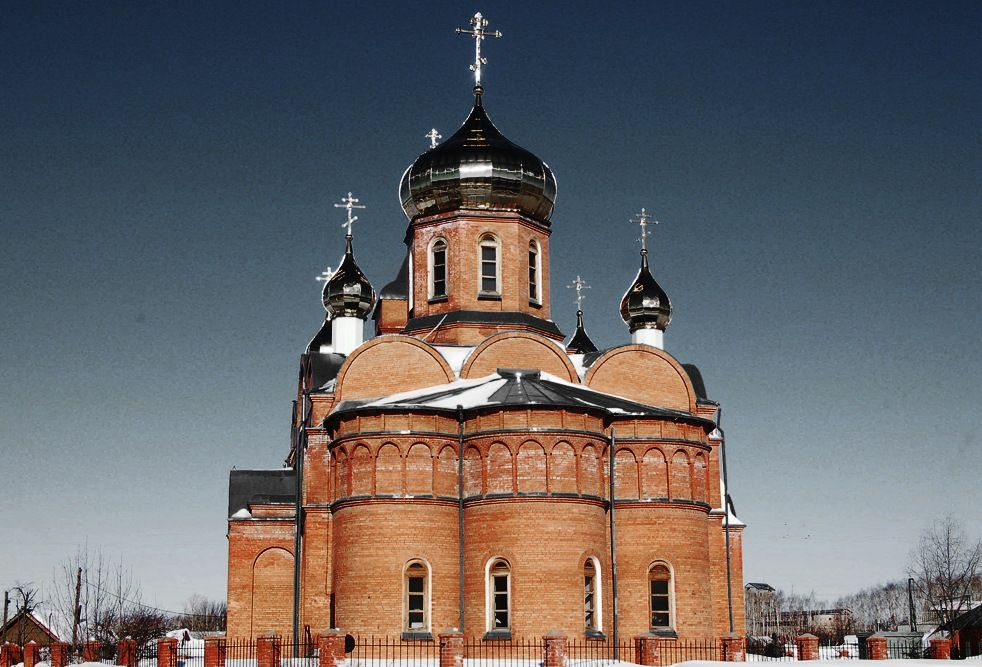
Храм Успения Пресвятой Богородицы

- Мебельный цех,
- Фабрика «Самарские торты».

## Образование
- Профессиональное училище № 70 (Закрыто)
- Филиал Тольяттинского медицинского колледжа[9]
- Шенталинская школа №1 Архивная копия от 5 января 2020 на Wayback Machine
- Шенталинская школа №2 Архивная копия от 7 ноября 2021 на Wayback Machine

## Государственные органы
- Прокуратура Шенталинского района.
- Отделение МВД РФ по Шенталинскому району
- Шенталинский МСО СУ СК РФ по Самарской области.
- Шенталинский участок Исаклинского районного суда
- Судебный участок № 161 Самарской области

## Персоналии
- Зиганшин, Асхат Рахимзянович (1938—2017) — младший сержант, участник дрейфа самоходной баржи Т-36  Архивная копия от 3 июня 2020 на Wayback Machine
- Гурьянов Андрей Михайлович (1923 - 16.12.1983) - старшина, участник ВОв, орденоносец, командир башни танка командования 459 отдельного батальона связи 25-го танкового корпуса.

## Фотогалерея

Этно-экспедицичное исследование и поездка в Россию Вяйсянена. Автор фото: Вяйсянен А. О., 1914 год
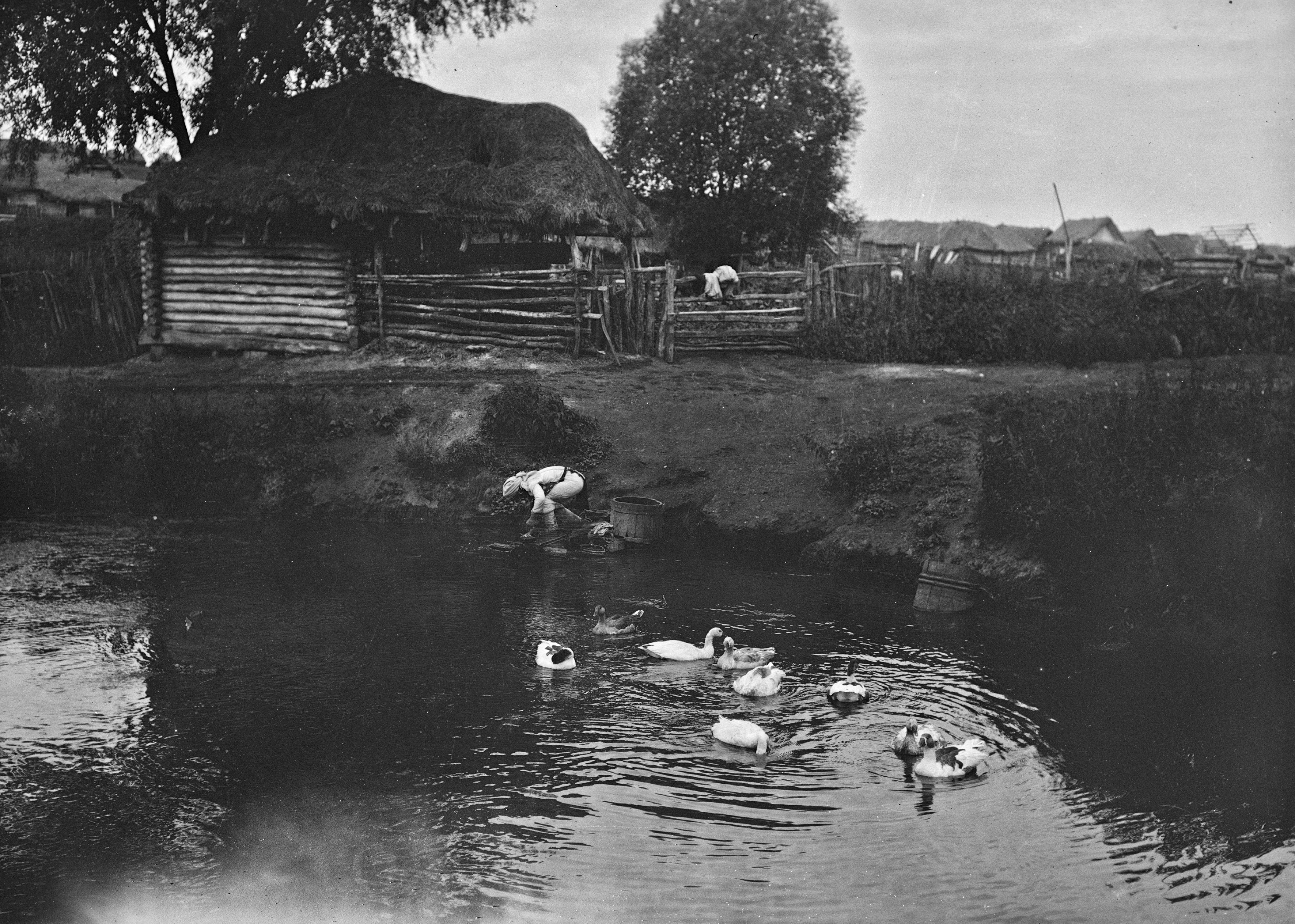
Эрзянская женщина стирает белье на берегу реки.
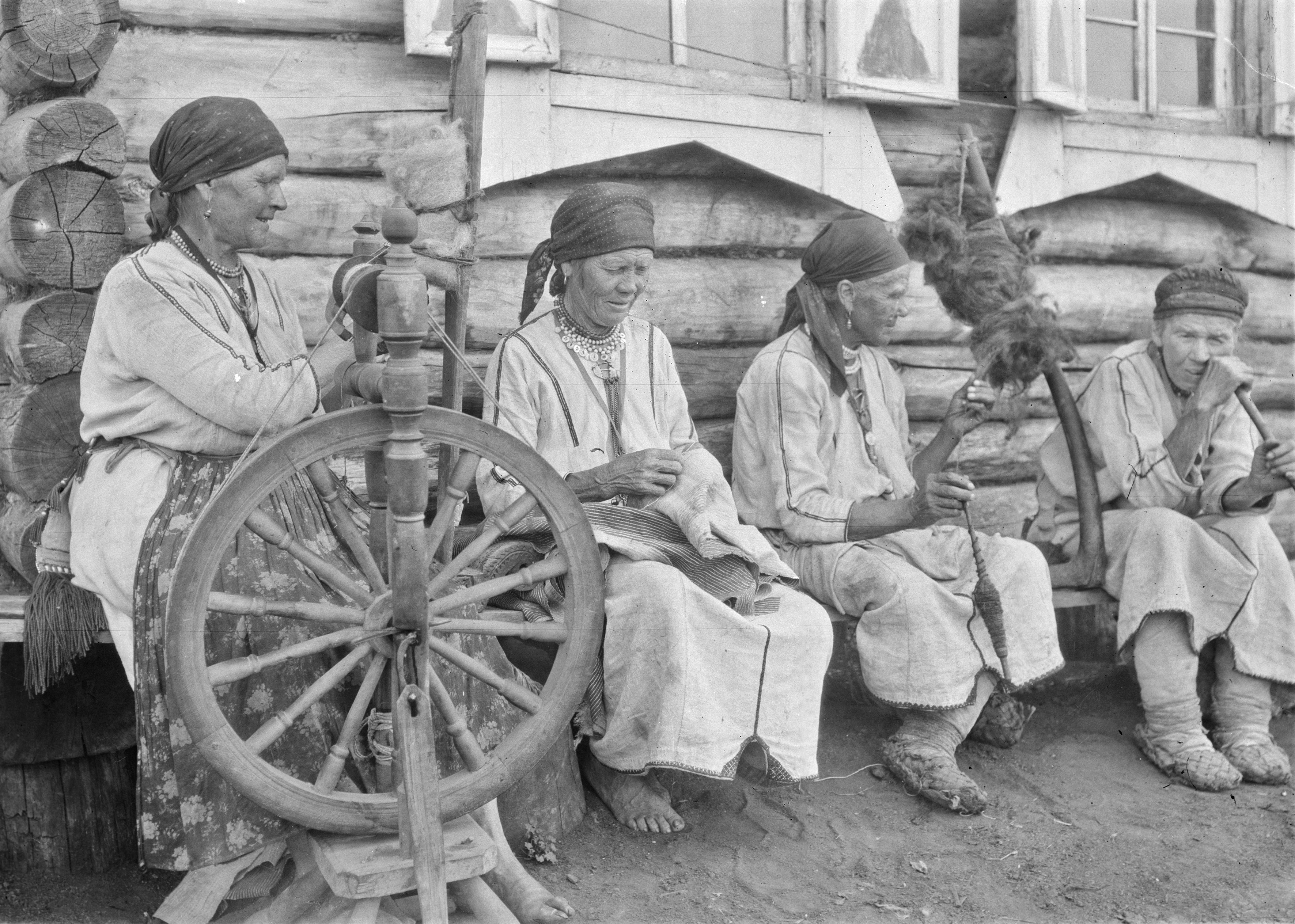
Женщины, прядут у стены дома.
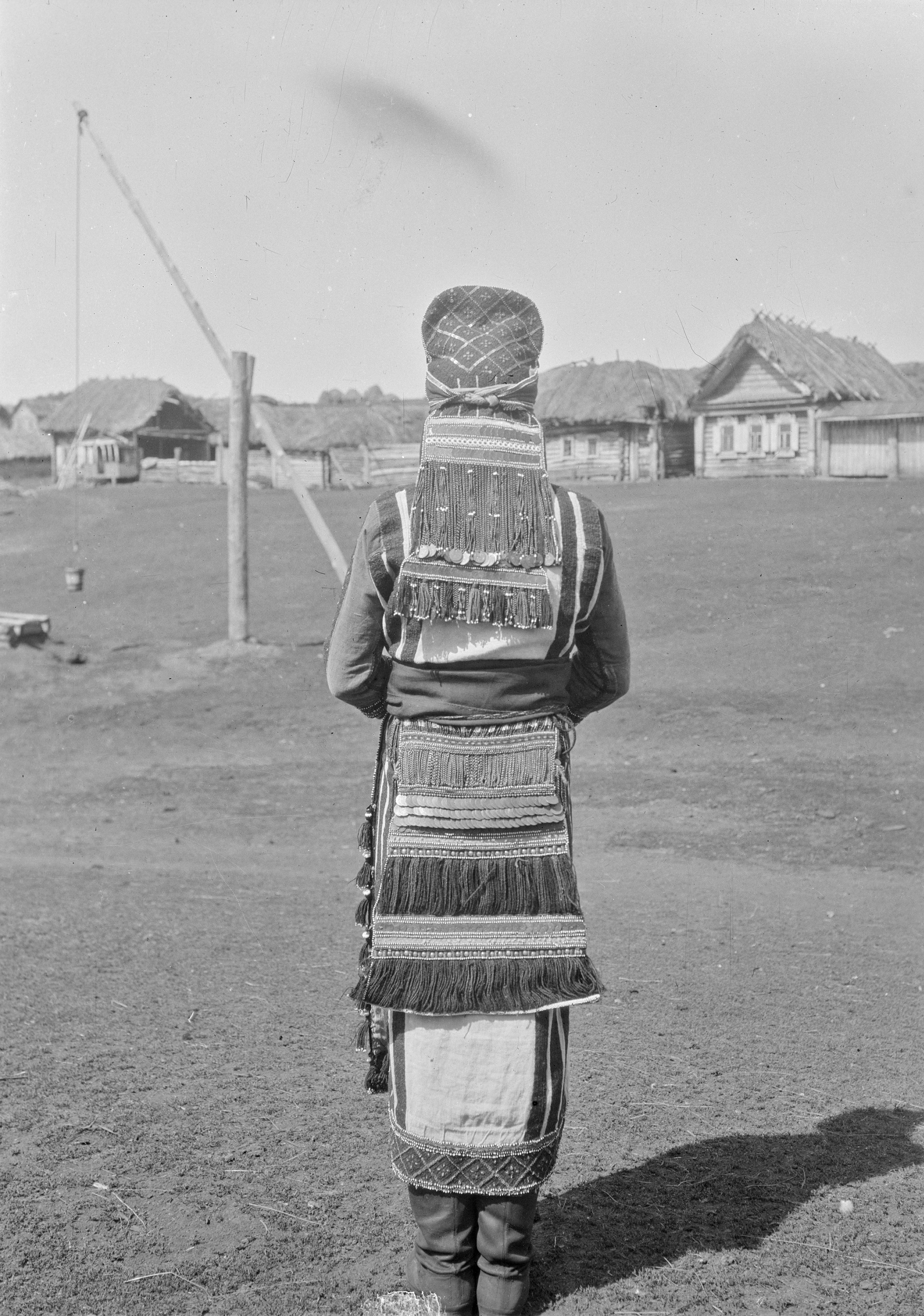
Эрзянская женщина в свадебном костюме (вид сзади).
Латуный браслет (кеткс).